# Гёпферсдорф
Гёпферсдорф (нем. Göpfersdorf) — община в Германии, в земле Тюрингия. Входит в состав района Альтенбург. Подчиняется управлению Вираталь. Население составляет 234 человека (на 31 декабря 2010 года). Занимает площадь 5,92 км². Община подразделяется на 2 сельских округа.

## Население
| Год  | Численность | Численность |
| ---- | ----------- | ----------- |
| 2017 | 235         | [ 1 ]       |
| 2019 | 228         | [ 4 ]       |
| 2021 | 222         | [ 5 ]       |
| 2022 | 221         | [ 6 ]       |
| 2023 | 220         | [ 2 ]       |